# Jialingfloden
Jialingfloden är en flod som flyter genom Gansu, Shaanxi, Sichuan och Chongqing i Kina. Den är en biflod till Yangtzefloden och är 1 119 km lång, med ett avrinningsområde på 160 000 km² och en vattenföring på 2 130 m³/s.
Floden har sina källor i de västliga delarna av Qinlingbergen i de sydliga delarna av provinserna Gansu och Shaanxi. Den får sitt namn Jialing i häradet Feng i Shaanxi och härifrån går Jialingdalen sydväst genom gränsområdena mellan de två provinserna, där den också löper samma med flera sidofloder varav den största är Xihan.
Jialingfloden och Yangtzefloden flyter samman vid en brant udde belägen i centrala Chongqing, vilket bidrar till stadens dramatiska topografi.
Mer än 151 olika fiskarter förekommer i floden, varav 51 är endemiska för Yangtzefloden. Arterna Xenocypris davidi, Mystus macropterus, Cyprinus carpio och Carassius auratus är särskilt uppskattade av lokala fiskare.
- Wikimedia Commons har media som rör Jialingfloden.